# Darvas József (író)

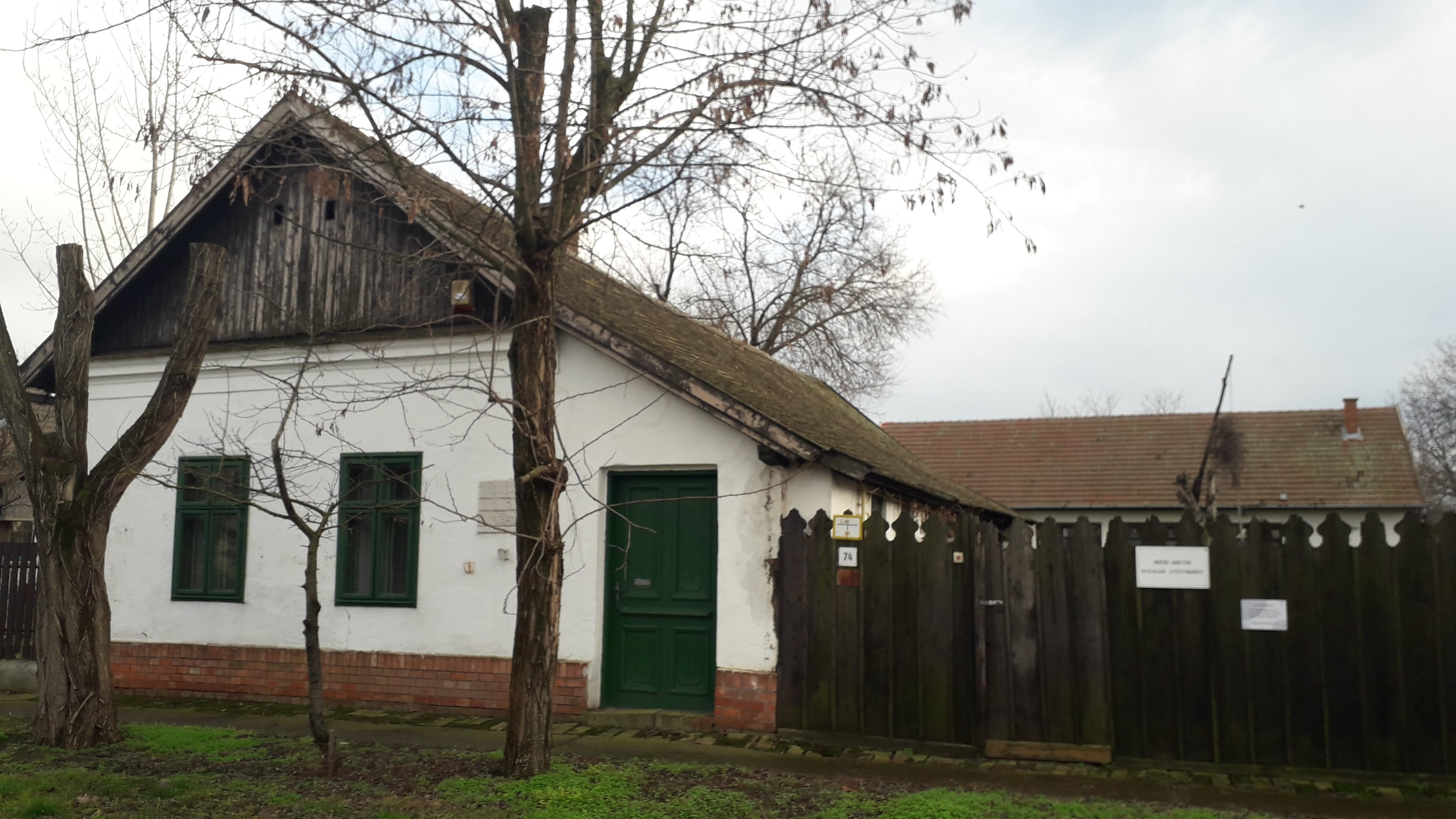
A ház, melyben gyermekkorát töltötte, ma emlékház Orosházán

Darvas József (született Dumitrás József, Orosháza, 1912. február 10. – Budapest, 1973. december 3.) kétszeres Kossuth-díjas magyar író, publicista, politikus, a népi írók mozgalmának egyik legjelentősebb tagja.

## Életpályája
Apja béres volt, az első világháborúban elesett, anyja mint cseléd nevelte fel 4 gyermekét. Kiskunfélegyházán végezte el az Állami Tanítóképzőt 1932-ben, nevét pedig Dumitrásról Darvasra változtatta, de állást nem kapott, így napszámos, könyvügynök, lapkihordó, kovácssegédmunkás is volt.
Korán kapcsolatba került a kommunista diákmozgalommal, majd a népi írók mozgalmával. 1933-ban letartóztatták, 2 hónapot töltött a fogházban, majd hazatoloncolták Orosházára. 5 évig rendőri felügyelet alatt állt. 1934-től újságírói tevékenységet folytatott. 1934-ben a Szabad Írásban megjelent novellája miatt újból letartóztatták.
1936–1937 között szerkesztette Vértes Györggyel a Gondolatot, 1937-ben a Márciusi Front tagja lett. Írt a Válaszba, a Kelet Népébe, 1938-ban a Szabad Szó és 1940–1944 között a Kis Újság munkatársa volt. 1942-ben részt vett a Magyar Történelmi Emlékbizottság szervezésében. 1943-ban Erdei Ferenccel együtt kifejtette a népi baloldal álláspontját a balatonszárszói konferencián.
1945-től aktív résztvevője volt a politikai életnek. 1945. március 25-én elsőként jelentkezett antiszemita tartalmú cikkel a Szabad Nép-ben, "Őszinte szó a zsidókérdésben" címmel. 1945-től haláláig országgyűlési képviselő volt. 1945–1956 között a Nemzeti Parasztpárt alelnöke, 1947–1956 között több tárca élén állt (1947– : építésügyi, 1950–1951: vallás- és közoktatásügyi, 1951–1953: közoktatásügyi, 1953–1956: népművelési miniszter).
Bár magát nyilvánosan is ateistának vallotta, 1950-ben állami nyomásra a Bányai evangélikus Egyházkerület nemlelkészi elnökévé, egyházkerületi felügyelőjévé tették. Tisztségébe február 21-én iktatták be. Az 1952-es egyházigazgatási átszervezés során a két megmaradt kerület egyike, a Déli Egyházkerület felügyelője lett. Ezt a tisztségét 1972-ig töltötte be, előbb Dezséry László, majd Ordass Lajos, végül Káldy Zoltán püspökök elnöktársaként.
1951–1953-ban, majd 1959-től az újjászervezett Magyar Írószövetség elnöke volt. Az 1956-os forradalom alatt a nyílt utcán kis híján agyonverték. 1957–1959 között a Hunnia Filmstúdió igazgatója volt. Ugyanekkor (1957–1959) szerkesztette a Kortárs című folyóiratot. 1957-ben belépett az MSZMP-be, 1960-tól a Hazafias Népfront alelnöke, 1971-től az Elnöki Tanács tagja volt.

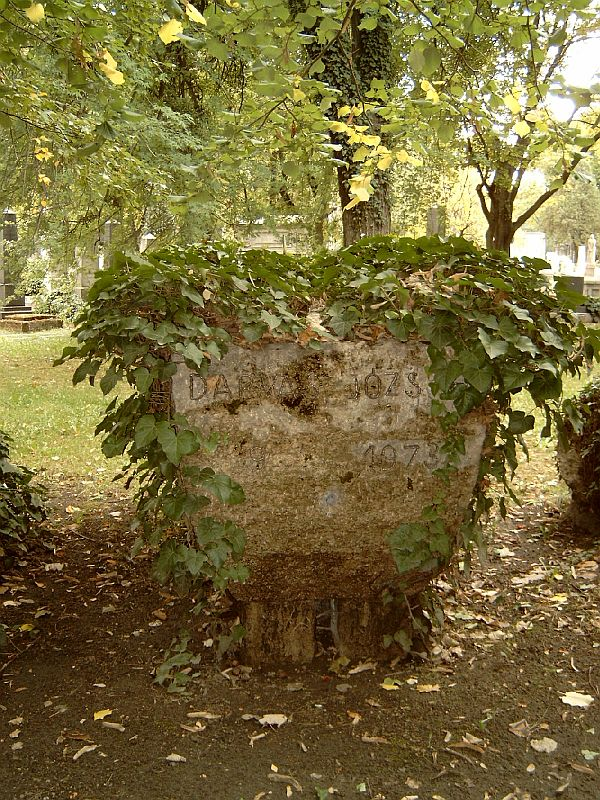
Darvas József sírja Budapesten. Kerepesi temető: 34/2-1-23. Varga Imre alkotása

## Munkássága
Pályáját versekkel kezdte, első verseit 1932-ben közölte a Szivárvány. Első regényei, a Fekete kenyér, Vízkereszttől szilveszterig (mindkettő Budapest, 1934) a falusi nyomort tárgyalják. Országjáró élményeiről szóló riportjai (Országúton, városon, Budapest, 1934) és szociográfiai művei, mint A legnagyobb magyar falu (Budapest, 1937) és az Egy parasztcsalád története (Budapest, 1939) a helyzet tarthatatlanságát ábrázolták. Máról-holnapra (Budapest, 1939) című regényében is a falu társadalmán belüli osztályellentéteket ábrázolja, ezt Szakadék címmel drámává dolgozta át (1943), majd filmforgatókönyvet írt belőle (1956).
Patriotizmus és szocialista szemlélet nyilvánul meg történelmi regényeiben, A törökverőben (Budapest, 1938) és a Harangos kútban (Budapest, 1942). 1945 után írt első könyve, a Budapestről szóló Város az ingoványon (Budapest, 1945) egyszerre szociográfia, széppróza, önéletrajz és publicisztika. A Kormos ég (1959) az 1956-os forradalom és szabadságharc tragikus eseményeiért való erkölcsi felelősségről; a Hajnali tűz (1961) az 1950-es évek végi szövetkezeti mozgalom konfliktusairól szól.
Részeg eső (Budapest, 1963) című regényében, melyet az irodalomkritikusok fő művének tartanak, az 1944-es és 1956-os események okait kutatta. Ezt a regényt is átdolgozta színdarabnak, amelyet 1964-ben mutatott be a Nemzeti Színház.

## Emlékezete
- Emléktáblája áll Budapesten és Orosházán, ugyanitt a házban, ahol gyermekkorát töltötte ma múzeum üzemel.

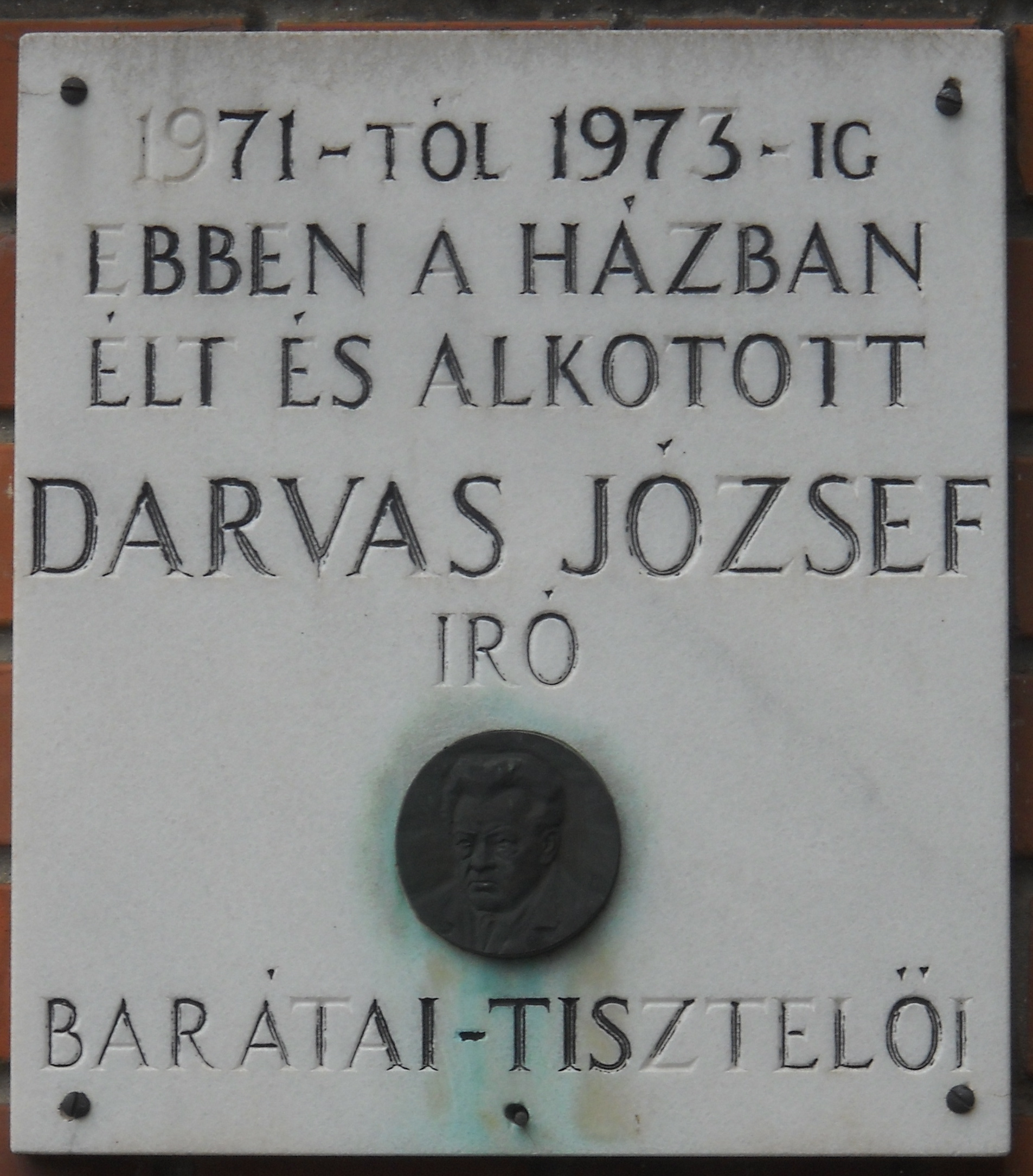
Emléktáblája egykori lakhelyén, a Lipótmezei út 8/a. szám alatt

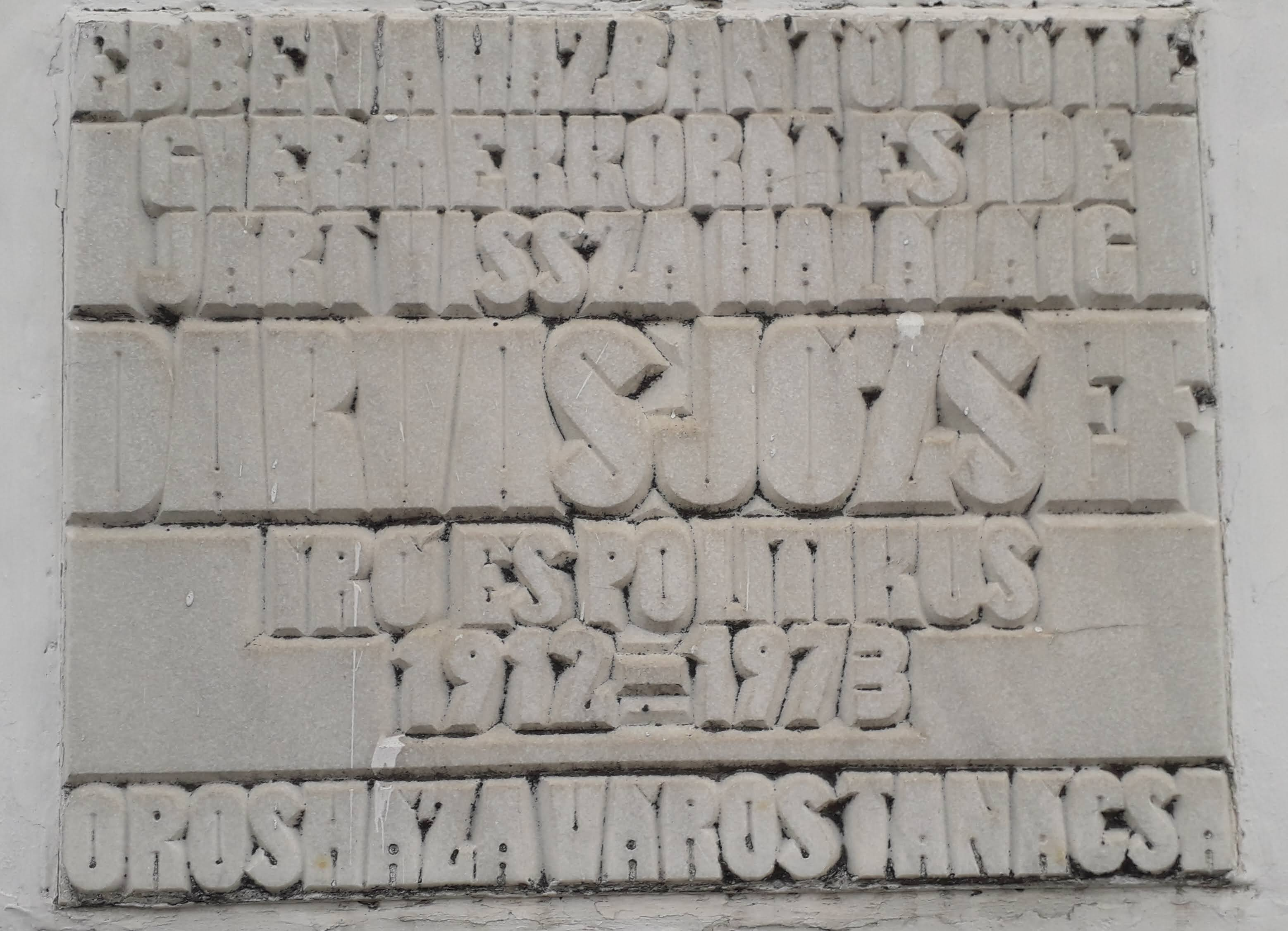
Emléktáblája orosházi házának falán, a Dózsa György utca 74. szám alatt

- Kiskunfélegyházán Darvas Általános Iskola Archiválva 2022. november 6-i dátummal a Wayback Machine-ben róla kapta a nevét.

## Díjai, elismerései
- Kossuth-érdemrend (második osztály, 1948)
- Kossuth-díj (1956, 1960)
- SZOT-díj (1970)

## Művei

### 1944-ig
- Fekete kenyér. Regény; Viktória Ny., Bp., 1934
- Vízkereszttől szilveszterig. Regény; Kéve, Bp., 1934
- Országom, városom (riport, Budapest, 1934)
- Állomás. Regény; Faust, Bp., 1935
- Gyermekéveimből. Darvas József regénye; Világosság Ny., Bp., 1936 (Nőmunkás regények)
- A legnagyobb magyar falu; Gondolat, Bp., 1937
- A törökverő. Történeti regény; bev. Balla Antal; Dante, Bp., 1938 (Korok és hősök regényei)
- Egy parasztcsalád története; Athenaeum, Bp., 1939
- Máról holnapra. Regény; Dante, Bp., 1939
- Elindult szeptemberben. Regény; Dante, Bp., 1940
- Harangos kút. Regény; Dante, Bp., 1942
- Szakadék. Dráma; Magyar Élet, Bp., 1943

### 1945–
- Város az ingoványon; Szikra, Bp., 1945
- Móricz Zsigmond ébresztése. Emlékkönyv; szerk. Darvas József; Sarló, Bp., 1945
- Vita a magyar irodalom kérdéseiről. A Magyar Írók Szövetségében 1950 ápr. 11-én Darvas József előadás és vita; Szikra, Bp., 1950 (A szocialista kultúra időszerű kérdései)
- Makarenko. Darvas József előadása a Magyar-Szovjet Barátsági Hónap alkalmából; Magyar-Szovjet Társaság, Bp., 1951
- Hazafias nevelés iskoláinkban; Szikra, Bp., 1952 (Magyar Dolgozók Pártja politikai akadémiája)
- Képzőművészetünk időszerű kérdéseiről; Szikra Ny., Bp., 1954
- Új népért, új kultúráért. Tanulmányok; Szépirodalmi, Bp., 1956
- Tiszántúl. A legnagyobb magyar falu. Orosháza; Gondolat, Bp., 1957 (Magyar világ)
- Kormos ég. Dráma; Szépirodalmi, Bp., 1959
- Akiket a pacsirta elkísér (filmforgatókönyv, 1959)
- A harminckilences dandár (filmforgatókönyv, 1960)
- Országúton, városon. Riportok, cikkek, 1936–1940; sajtó alá rend. Meggyesi János; Szépirodalmi, Bp., 1960
- Végig a magyar Szaharán. Rajzok, cikkek, tanulmányok. 1940–1944; sajtó alá rend. Meggyesi János; Szépirodalmi, Bp., 1961
- Hajnali tűz. Dráma; Szépirodalmi, Bp., 1961
- Légy jó mindhalálig (filmforgatókönyv, 1961)
- Részeg eső. Regény. 1.; Szépirodalmi, Bp., 1963
- Részeg eső. Dráma; Szépirodalmi, Bp., 1964
- Mai magyar drámák / Dobozi Imre: Szélvihar / Darvas József: Kormos ég; Szépirodalmi, Bp., 1965 (Diákkönyvtár)
- A legnagyobb magyar falu / Orosházi változások; Szépirodalmi, Bp., 1965
- Az író vizsgája. Tanulmányok, cikkek; Szépirodalmi, Bp., 1968
- Gyűjtőlencse. Riportok. 1936–1944; Szépirodalmi, Bp., 1968
- Szakadék / Kormos ég / Hajnali tűz / Részeg eső; Szépirodalmi, Bp., 1967
- Zrínyi. Dráma; Szépirodalmi, Bp., 1968
- Októberi köd / Állomás; Szépirodalmi, Bp., 1970
- A térképen nem található. Magyarország felfedezése. Esszé / Pitypang. Színművek; Szépirodalmi, Bp., 1974
- Magyar írók tanúságtétele. 1944–45 / Darvas József: Város az ingoványon / Déry Tibor: Alvilági játékok / Kassák Lajos: Kis könyv haldoklásunk emlékére / Nagy Lajos: Pincenapló; Magvető–Szépirodalmi, Bp., 1975 (30 év)
- Darvas József ifjúkori levelei; sajtó alá rend., jegyz. Beck Zoltán; Rózsa Gimnázium és Nyomdaipari Szakközépiskola–Városi Tanács, Békéscsaba–Orosháza, 1979 (Bibliotheca Bekesiensis)
- A léleknek kenyere; szerk., szöveggond. Rádics József; Szépirodalmi, Bp., 1982
- Darvas József ifjúkori költeményei; összegyűjt., bev., jegyz. Beck Zoltán; Megyei Könyvtár, Békéscsaba, 1982
- Virradat előtt. Magyar írók tanúságtétele; 2. kiad.; Magvető, Bp., 1985